# Municipio de Scott (condado de Lackawanna)
El municipio de Scott (en inglés: Scott Township) es un municipio ubicado en el condado de Lackawanna en el estado estadounidense de Pensilvania. En el año 2000 tenía una población de 4.931 habitantes y una densidad poblacional de 69.7 personas por km².

## Geografía
El municipio de Scott se encuentra ubicado en las coordenadas 41°33′00″N 75°37′59″O / 41.55000, -75.63306.

## Demografía
Según la Oficina del Censo en 2000 los ingresos medios por hogar en la localidad eran de $42,130 y los ingresos medios por familia eran de $49,067. Los hombres tenían unos ingresos medios de $32,377 frente a los $23,640 para las mujeres. La renta per cápita de la localidad era de $20,242. Alrededor del 7,7% de la población estaba por debajo del umbral de pobreza.